# Guixes
Guixes (oficialmente y en catalán Guixers) es un municipio de España perteneciente a la provincia de Lérida, en la comunidad autónoma de Cataluña. Ubicado en la comarca del Solsonés, tiene una población de 134 habitantes (INE 2024).  

## Geografía
El término municipal de Guixes comprende las entidades de población de Castelltort, La Corriu, Montcalb, Sisquer, Valls y Vilamantells. Todas estas entidades son de población dispersa (masías) que derivan de la antigua división parroquial. Quizá por esto el nombre oficial del municipio originario era Guixes y agregados. 
Está ubicado al este de San Lorenzo de Morunys y en la zona de nacimiento del río Cardener. El término municipal está atravesado, de este a oeste, por la carretera Berga-San Lorenzo de Morunys (LV-4241).
La entidad de población que da nombre al municipio, Guixes, está situada a 844 m sobre el nivel del mar. El centro administrativo del municipio está en la entidad de la Casa Nova de la Vall, a varios kilómetros de Guixes.

## Historia
El municipio de Guixes incorporó a mediados del siglo XIX los de Corria (La Corriu) y Montcalb y Sisquer, que tuvieron ayuntamiento propio.
La vecina localidad de San Lorenzo de Morunys tuvo gran número de fabricantes de paños de lana, por lo que -como ha sugerido algún historiador- una partida cercana a la ermita de Sant Serni del Grau, en el actual término de Guixes, recibió el nombre de Vilamantells.
El escudo heráldico municipal fue aprobado en septiembre de 1992. Está descrito así: «Escudo embaldosado: de sinople, 6 rocas de argento posadas 1.2.3. formando una montaña Por timbre una corona mural de pueblo».

## Demografía
Cuenta con una población de 134 habitantes (INE 2024).
| Gráfica de evolución demográfica de Guixes entre 1842 y 2021 |
| |
| Población de derecho según los censos de población del INE Población de hecho según los censos de población del INEEn estos censos se denominaba Guixes: 1842, 1857, 1860, 1877, 1887, 1897, 1900, 1910, 1920, 1930, 1940, 1950, 1960, 1970 y 1981 Entre el censo de 1857 y el anterior, crece el término del municipio porque incorpora a 255138 (Corria), 255247 (Montcamp y Sisquer) |

| 1857 | 1877 | 1900 | 1930 | 1950 | 1970 | 1981 | 1986 | 2001 |
| ---- | ---- | ---- | ---- | ---- | ---- | ---- | ---- | ---- |
| 905  | 827  | 424  | 523  | 521  | 238  | 169  | 160  | 154  |

En 2008, 72 de los 140 habitantes del municipio vivían en la entidad de Vilamantells, hacia la que se ha extendido una urbanización de San Lorenzo de Morunys.

## Economía
Ganadería, agricultura, explotación forestal, industria textil algodonera y turismo rural. Canteras de yeso. El término municipal cuenta con 44 manantiales naturales. Esto significa un promedio de una fuente cada 1,5 km².
El sendero de gran recorrido GR-1 atraviesa el municipio en el tramo entre Sant Pere de Graudescales y San Lorenzo de Morunys. Además, parte del término está situado en el Espacio de Interés Natural de Busa-Bastets-Lord.

## Patrimonio
- Fuentes y otros lugares: Font de Fenarals, Font del Teixó, Les Planes, Rasa de Coll de Jou, Font de la Santa Creu d'Ollers, Torrent del Grau, Pont Cabradis, etc.

- Edificios: ermita románica de Sant Serni del Grau (siglos XI-XII), ermita románica de Santa Creu d'Ollers (siglos XI-XII), ruinas del castillo de Sisquer (año 1270)

## Personas notables
- Licenciado Magí Bellot de Vilamantells, escritor. Autor de Verdadera relación de la muerte de la Magestad Catholica del Rey don Felipe nuestro señor, Tercero deste nombre, que esté en el cielo repartida en tres romances (Barcelona: Esteuan Liberos [sic], 1621).
- Juan Vancell Puigcercós, escultor.